# Четыре Двора (Зеленодольский район)
Четыре Двора — историческая местность на территории Московского района города Казани в Татарстане.  Упразднённый в 1979 году населённый пункт (деревня) в Зеленодольском районе Татарской АССР, вошедшая в состав Казани

## Расположение
Деревгня находилась на 1,5 км южнее Новониколаевского, в 5 км от центра сельсовета (Осиново), в 33 км от Зеленодольска, в 9 км от ближайшей станции (Юдино), и в 15 км от ближайшей пристани (Казань).

## История
Возник не позднее 1920-х гг. и являлся частью Новониколаевского сельсовета Каймарской волости Арского кантона Татарской АССР. После укрупнения волостей в 1924 году перешла Калининской волости, однако в 1926 году числилась уже в Воскресенской волости. На тот момент в 13 дворах проживало 76 человек (11 татар и 65 русских, 24 человека являлись грамотными). В 1927 году, как и вся Воскресенская волость, вошла в состав Казанского района.
После упразднения Новониколаевского сельсовета деревня вошла в состав Осиновского сельсовета Казанского района ТАССР. С 1938 года в составе того же сельсовета Юдинского, с 1958 года — Зеленодольского, с 1963 года — Зеленодольского укрупнённого, с 1965 года — вновь в составе Зеленодольского района ТАССР.
В 1950-е — 1960-е годы в районе деревни начинают строиться объекты предприятий т.н. «северо-западного промышленного района» Казани, в частности завода органического синтеза.
В 1979 году упразднена.